# 수송 (병과)
수송(輸送)병과는 차량, 선박, 철도, 항공기등을 총괄하고 있으며, 신속한 물자보급, 병력 및 부대의 이동을 지원하는 것이 주 임무이다. 전시상황에서 주 보급로 파괴시 신속한 복구가 어렵다고 판단될 경우 열차-차량, 차량-항공기 등과 같이 대체수단을 통한 전환수송근무를 지원하기도 한다. "수송은 필승의 동맥이다"라는 말은 수송의 중요성을 말해준다.

## 장비
수송병과의 운용장비는 그 목적에 따라 수많은 계열과 종류로 나뉜다. 고각도의 산을 올라갈수있어야 하는등의 엄격한 기준을 충족해 야전에서도 운용이 가능한 트럭을 전투차량이라고 한다. 대표적으로 수송에 운용되는 전투차량은 아래와 같다.
- K-1××계열(¼t) 상용레토나를 군용으로 변형한 것이 특징이다.
  - K-111(구형 5인승), K131(신형 6인승) : 지휘 및 일반차량
  - K-112 : 토우탄약운반
  - K-113 : 토우무기 탑재
  - K-115 : 구급용 목적
  - K-116 : 106mm 탑재
  - K-117 : 제논탐조등

- K-3××계열(1¼t) 다목적으로 이용되며, 분대급의 소규모 인원수송 및 소형 물자운반으로 쓰인다.
  - K-311 : 일반 카고
  - K-312 : 10인승 구급용 목적
  - K-313 : 정비차량
  - K-314 : 통신가설차량
  - K-315 : 암호차량

- K-5××계열(2½t) 다목적으로 이용되며, 소대급의 중소규모의 인원수송 및 소/중대급 물자운반시 쓰인다.
  - K-511 : 일반 카고
  - K-512 : 정비차량
  - K-514 : 사격지휘차량
  - K-515 : 급수지원차량
  - K-516 : 암호차량

- K-7××계열(5t) 다목적으로 이용되며, 2½t와는 상대적으로 면적대비 탑승공간이 적어 인원수송보다는 트레일러나 흙이나 돌 과 같은 공사물자 운반시에 주로 사용된다.
  - K-711 : 일반 카고
  - K-712 : 5t 구난차량
  - K-713 : 5t 덤프차량
  - K-714 : 대형 카고
  - K-714 : 5t 견인차량(트랙터)
  - K-716 : 폭발물 처리 차량
  - K-717 : 정비차량
  - K-719 : 부교차량
  - K-717 : 정비차량

- K-9××계열(10t이상) 현대자동차 뉴파워트럭의 플랫폼을 변형한 특수차량으로 특수무기, 물자운반, 탱크수송등의 대규모 물자운송시 사용된다.
  - K-912 : 10t 구난차량
  - K-915 : HET, 중장비수송차량(트랙터)

그러나 국방부는 전시상황 가능성이 적어지고, 예산활용도가 높은 민수용 자동차(일반 상용 승용차/SUV/트럭등을 국방무늬로 도색하여 납품)의 비중을 높이고있다.

## 대한민국의 수송[1]
- 2012년부터 병과에 따른 주특기번호가 개편되었다.
- 육군
  - 일반장교 3자리(끝자리가 0), 군의장교 4자리
  - 준위 및 부사관 3자리(일반장교 3자리에서 끝자리로 세분화).
    - 준위와 부사관 모두 공통의 주특기번호를 가지나, 각각 고유로 갖는 것도 있음.
    - 부사관 중 특전통신, 화기, 의무, 정작 특기의 경우 병의 경우와 마찬가리로 기본 3자리 끝에 추가 3자리를 덧붙인다.

  - 병 6자리
    - 준위 및 부사관의 특기 기본 3자리 끝에 추가 3자리를 덧붙인다.
    - 병 특수자격 중 외국어 자격(16개), 특수자격(39개), 전환복무자 및 카투사 전역자 특기도 개편되었다. 2012년도 예비군 실무편람 '군사특기 및 유사특기 범위' 560쪽 참조

- 241 : 수송운용
  - 241-101 : 소형차량 운전
  - 241-102 : 중형 차량 운전
  - 241-103 : 대형 차량 운전
  - 241-104 : 견인 차량 운전
  - 241-105 : 물자 취급 장비 운전
  - 241-106 : 경 장갑차 운전
  - 241-107 : 차량 정비
  - 241-108 : K-53 계열 차량 운전
  - 241-109 : 구난 차량 운전
- 242 : 수송 이동관리
  - 242-101 : 수송 이동관리
- 243
  - 243-101 : 양화장치 운전 (구 '윈치 운용')
  - 243-102 : 선박 운용
  - 243-103 : 화물 검수